# Campo di internamento di Pithiviers
Il campo di internamento di Pithiviers fu un campo di concentramento della Francia di Vichy, situato a 37 chilometri a nord-est di Orléans, associato al campo di internamento di Beaune-la-Rolande per la deportazione degli ebrei (nati in Francia e non) tra il 1941 e il 1943.
Originariamente destinato ai prigionieri di guerra tedeschi, Pithiviers ospitò inizialmente i rifugiati e successivamente i prigionieri di guerra francesi. Il 14 maggio 1941, durante la retata della lettera verde, gli ebrei stranieri (per lo più espatriati polacchi) furono arrestati e internati. Lo stesso accadde nel luglio 1942 durante la retata del Vélodrome d'Hiver. La maggior parte fu inviata al campo di concentramento di Auschwitz, dove i detenuti furono uccisi.
All'interno e all'esterno del campo i prigionieri svolgevano i lavori forzati, in parte retribuiti. L'infermeria, gestita da detenuti ebrei, forniva l'assistenza sanitaria di base. Nonostante le dure condizioni, i prigionieri mantennero alcuni aspetti della vita ebraica come le celebrazioni di funzioni religiose e feste, oltre alle attività culturali. La resistenza assunse varie forme: i leader si impegnarono per ottenere condizioni di vita migliori, mentre altri collaborarono segretamente con l'Union des Juifs pour la Résistance et l'Entr'aide, un'organizzazione segreta di resistenza formata da ebrei comunisti di Parigi.
Il campo, composto da 19 baracche, laboratori, una mensa e un'infermeria, era recintato, posizionato vicino alla città e nel primo anno di attività veniva sorvegliato dai gendarmi francesi. Nel maggio 1942 le autorità tedesche comandate de Theodor Dannecker assunsero il controllo delle operazioni, e il primo trasporto verso Auschwitz partì il 25 giugno 1942. Nel settembre erano stati deportati almeno altri 6.080 detenuti. Poi il campo tornò sotto il controllo francese e accolse principalmente i prigionieri comunisti non ebrei.
Nel marzo 1944 alcuni detenuti riuscirono a scavare un tunnel sotto l'infermeria e a fuggire. Il campo fu liberato il 9 agosto 1944 dopo essere stato bombardato dagli Alleati.

## Storia
Il campo fu creato all'inizio della seconda guerra mondiale recuperando una stazione ferroviaria abbandonata. Ospitò prima i prigionieri di guerra tedeschi e poi francesi. Joseph Darnand, futuro collaboratore e leader della Milice française, fu internato nel campo di Pithiviers come prigioniero di guerra prima di evadere nell'agosto del 1940.
La legge sullo status degli ebrei dell'ottobre 1940 autorizzò i prefetti a internare gli ebrei stranieri nei campi designati. Gli ebrei detenuti a Pithiviers erano per lo più gli espatriati polacchi che vivevano nella prefettura di Parigi. I bambini furono separati dai genitori; gli adulti furono processati e deportati nei campi di concentramento più lontani. I detenuti, sorvegliati dai funzionari di Vichy con la supervisione dei nazisti, alloggiavano in 19 baracche. Il campo di Pithiviers comprendeva anche diversi edifici amministrativi, tra cui l'infermeria, la mensa e un grande orto. I prigionieri erano costretti a lavorare sia all'interno del campo, nelle officine e nell'orto, sia negli stabilimenti esterni e nelle fattorie dei villaggi circostanti. Il campo di Pithiviers fu evacuato alla fine di settembre 1942 e trasformato in un campo di detenzione per prigionieri politici. Rimase in funzione fino all'agosto 1944.

## Deportazione degli ebrei
Su ordine tedesco, a partire da settembre 1940 le autorità francesi identificarono gli ebrei, stilarono le liste, saccheggiarono senza ritegno i loro beni. Il 3 ottobre 1940 il regime di Vichy promulgò la legge sullo status degli ebrei che ne impose l'internamento. Theodor Dannecker, rappresentante di Adolf Eichmann a Parigi da settembre 1940 ad agosto 1942, e Carltheo Zeitschel lavorarono insieme per accelerare l'esclusione degli ebrei dalla società. Il 22 aprile 1941 Dannecker informò il prefetto regionale Jean-Pierre Ingrand (1905-1992), rappresentante del ministero degli Interni nella zona occupata, della trasformazione del campo di prigionia di Pithiviers in un campo di internamento, con il trasferimento della gestione alle autorità francesi.
Il governo di Vichy adibì così il campo all'internamento degli ebrei arrestati durante le retate, in particolare quella della lettera verde del 14 maggio 1941 e poi quella del Vel d'Hiv del 16 e 17 luglio 1942.
Quando il campo di Pithiviers fu pieno, fu identificato il campo di internamento di Beaune-la-Rolande dalla capacità di 5.000 ebrei. Sei convogli partirono da Pithiviers il 25 giugno, il 17 luglio, il 31 luglio, il 3 agosto e il 21 settembre 1942, trasportando 6.079 ebrei ad Auschwitz. Solo in 115 sopravvissero, l'1,8% dei deportati.
Arrestata il 13 luglio 1942, la scrittrice Irène Némirovsky, autrice del romanzo incompiuto Suite française, fu deportata ad Auschwitz il 17 luglio, con il convoglio 6. Morì un mese dopo: secondo il certificato del campo, di influenza, ma più probabilmente di tifo.

## Cronologia dei convogli
I seguenti convogli partirono dal campo di internamento di Pithiviers per consegnare gli ebrei ad Auschwitz:
- Convoglio 4, 25 giugno 1942, 999 prigionieri;
- Convoglio 6, 17 luglio 1942, 928 prigionieri;
- Convoglio 13, 31 luglio 1942, 1049 prigionieri;
- Convoglio 14, 3 agosto 1942, 1034 prigionieri;
- Convoglio 16, 7 agosto 1942, 1069 prigionieri;
- Convoglio 35, 21 settembre 1942, 1000 prigionieri.

## Eredità
Gli edifici furono demoliti negli anni '50 con il consenso delle associazioni commemorative; solo l'infermeria è stata conservata e funge da residenza. Un monumento in pietra accanto al posto di guardia all'ingresso del campo, che si estendeva da lì fino all'attuale stadio di atletica, onora le testimonianze dei sopravvissuti e ricorda l'importanza del luogo. A Pithiviers è presente anche un "Memoriale della deportazione dei campi di Pithivier e Beaune la Rolande".
Durante la guerra la compagnia ferroviaria nazionale francese, SNCF, aveva fornito il supporto logistico affinché circa 16.000 ebrei fossero mandati nei campi di sterminio, dove furono uccisi. Partirono dalla stazione di Pithiviers e dal vicino campo di Beaune-la-Rolande con otto trasporti tra il 1941 e il 1943. Nel 2018 la SNCF annunciò lo stanziamento di 2,3 milioni di dollari per la costruzione di un nuovo museo nel sito dell'ex campo. In collaborazione con il CRIF, un gruppo che unisce le comunità ebraiche francesi, progettò di riportare la fatiscente stazione ferroviaria di Pithiviers al suo aspetto del tempo di guerra. All'interno della stazione trasformata in museo saranno ospitati materiali didattici, tra cui un centro espositivo che illustra l'internamento degli ebrei europei e aule di studio per visitatori e scolaresche.